# كأس هولندا 1996–97
كأس هولندا 1996–97 (بالهولندية: KNVB beker 1996/97)‏ هو الموسم 79 من كأس هولندا. أشرف على تنظيمه الاتحاد الملكي الهولندي لكرة القدم، وكان عدد الأندية المشاركة فيه 78، وفاز فيه رودا ياي سي.